# Право постійного користування землею
Право постійного користування земельною ділянкою — це право володіння і користування земельною ділянкою, яка перебуває у державній або комунальній власності, без встановлення строку.
Права постійного користування земельною ділянкою із земель державної та комунальної власності набувають:
а) підприємства, установи та організації, що належать до державної та комунальної власності;
б) громадські організації інвалідів України, їх підприємства (об'єднання), установи та організації;
в) релігійні організації;
г) інші суб'єкти відповідно до ст. 92 Земельного кодексу України.

## Історія виникнення та змін понять "постійного користування" земельною ділянкою в Українському законодавстві.
Перша згадка поняття "постійне користування землею" з'явилось у Земельному Кодексі 1990 року у статті 7 Користування землею: "Постійним  визнається  землекористування  без заздалегідь установленого строку.". З 1991 по 2001 рік у постійне користування земля надавалась Радами народних депутатів із земель, що перебувала у державній власност. громадянам України для  ведення  селянського (фермерського)  господарства, особистого підсобного господарства;
сільськогосподарським підприємствам і організаціям;
громадським об'єднанням;
релігійним організаціям;
промисловим, транспортним  та  іншим несільськогосподарським підприємствам, установам і організаціям;
організаціям, для потреб оборони;
для  ведення  лісового  господарства  спеціалізованим підприємствам;
житловим,  житлово-будівельним,  гаражно-будівельним  і дачно-будівельним кооперативам;
спільним  підприємствам,  міжнародним  об'єднанням  і організаціям з участю українських, іноземних юридичних і фізичних осіб, підприємствам, що повністю належать іноземним інвесторам. . 

Положення нового Кодексу. Проте,  25 жовтня 2001 року з'явилась нова редакція Земельного кодексу. де користування є складовою земельних відносин. Стаття 92 Визначає поняття та умови надання земельних ділянок у постійне користування. Право постійного користування земельною ділянкою - це право володіння і користування земельною ділянкою, яка перебуває у державній або комунальній власності, без встановлення строку. 
Отже, закон не має зворотної сили, однак громадяни (фізичні особи) та юридичні особи, "колективні господарства" отримали в постійне користування земельні ділянки, які не відповідали поняттю (нового з 2002року) Земельного кодексу. Вказане право могло належати юридичним особам усіх форм власності та громадянам. Стаття 92 прийнятого у 2001 році Земельного кодексу України обмежила коло суб'єктів права постійного користування лише підприємствами, установами та організаціями, що належать до державної та комунальної власності. Пунктом 6 розділу X цього Кодексу було зобов'язано громадян та юридичних осіб, які мають у постійному користуванні земельні ділянки, але за цим Кодексом не можуть мати їх на такому праві, переоформити це право на право власності або право оренди на них. Але вказана норма Рішенням Конституційного Суду N 5-рп/2005 від 22.09.2005 була визнана неконституційною.
Визнані неконституційними положення регулювали відносини, пов’язані з постійним користуванням землею й стосувалися передусім фермерських та особистих селянських господарств. Слід звернути увагу, що фермери не могли приватизувати ділянки понад норми визначені Земельним Кодексом, тож основні переваги приватної власності над постійним користуванням: право передачі приватизованої земельної ділянки у спадщину та можливість її продажу або передачі в заставу після зняття мораторію на відчуження земель сільськогосподарського призначення були недоступними. Конституційний Суд України вважає, що підстав визнавати статтю 92 Земельного кодексу неконституційною немає — адже ця норма не обмежує і не скасовує чинне право постійного користування земельними ділянками, набуте громадянами в установлених законодавством випадках станом на 1 січня 2002 року, до його переоформлення. Таким чином, земельні ділянки, що їх раніше одержали в постійне користування фермери та селяни, які ведуть особисте господарство, можуть і надалі належати їм без обмеження в часі, але брати участь в нових земельних відносинах не можуть  Отже право постійного користування містило не лише права, а й обов'язки і зобов'язання, обмеження, спеціальний порядок передачі (набуття) .

Проєкт Закону №5385 від 15.04.2021 "Про внесення змін до Земельного кодексу України та інших законодавчих актів щодо скасування інституту права постійного користування земельними ділянками". Існують складнощі і у випадках реорганізації суб’єктів права простійного користування землею у господарські товариства. Такі юридичні особи відповідно до статті 92 Земельного кодексу України не можуть мати земельні ділянки на праві постійного користування і за логікою мають переоформити вказане право на право оренди. Автори Законопроєкту обґрунтовують необхідність законопроєкту для спрощення і впорядкування земельних відносин, а саме, виключення можливості набувати права постійного користування земельними ділянками для будь-яких осіб. Встановлення наступного порядку переоформлення існуючих прав постійного користування на інші речові права:
- державні і комунальні підприємства, установи, організації автоматично, в силу закону набувають право оперативного управління, господарського відання на земельні ділянки, які перебували у них на праві постійного користування;
- фізичні особи та юридичні особи приватного права матимуть право переоформити право постійного користування на право оренди строком на 50 років, а також право викупу земельної ділянки із 30-річним розстроченням платежу.

## Проблеми Фермерських господарств які користуються земельними ділянками на праві постійного користування
Проблеми Фермерських господарств (фізичних осіб з правами юридичної особи) виникла з прийняттям Закону України №1423-IX від 28 квітня 2021 року "Про внесення змін до деяких законодавчих актів України щодо вдосконалення системи управління та дерегуляції у сфері земельних відносин". Даним Законом визначено прво пріоритетності викупу земельних ділянок, де п. 58 зазначає: "Право викупу також належить громадянам України - спадкоємцям громадян, яким належало право постійного користування, право довічного успадкованого володіння земельними ділянками державної і комунальної власності, призначеними для ведення селянського (фермерського) господарства (крім випадків, коли такі земельні ділянки були передані у власність чи користування фізичним або юридичним особам). Якщо таких спадкоємців декілька, земельна ділянка придбавається ними у спільну часткову власність, де частки кожного із спадкоємців у праві власності є рівними.
Права постійного користування та довічного успадковуваного володіння земельними ділянками державної та комунальної власності зберігаються за суб’єктами відповідного права, які не здійснили викуп таких ділянок маю реалізувати за новим законодавством. Відповідно до зазначеного Закону, переважне право купівлі земельної ділянки с/г призначення, окремі алгоритми дій нотаріусів, передача переважного права, порядок проведення земельних торгів, державна реєстрація переважного права купівлі земельної ділянки вступають в силу з 1 липня 2021 року. До яких  Фермерські господарства не були готові, а процедури підзаконних актів не прописані. Крім того, у статті 144 зазначено новий механізм позбавлення права постійного користування. 
Стаття 144. Порядок припинення права користування земельними ділянками, що використовуються з порушенням земельного законодавства
1. У разі виявлення порушення земельного законодавства державний інспектор з контролю за використанням та охороною земель чи державний інспектор з охорони навколишнього природного середовища складає протокол про адміністративне правопорушення, накладає на особу, яка допустила правопорушення, адміністративне стягнення та видає цій особі припис про його усунення у 30-денний строк.
У разі якщо особа, яка допустила порушення земельного законодавства, не виконала протягом зазначеного строку припис державного інспектора щодо припинення правопорушення, державний інспектор з контролю за використанням та охороною земель чи державний інспектор з охорони навколишнього природного середовища накладає на таку особу адміністративне стягнення відповідно до закону та повторно видає припис про припинення правопорушення та усунення його наслідків у 30-денний строк.
2. У разі неусунення наслідків порушення земельного законодавства у 30-денний строк орган державного контролю за використанням та охороною земель або орган державного контролю за охороною навколишнього природного середовища звертається до суду з позовом про:
розірвання договору оренди, емфітевзису, суперфіцію земельної ділянки або договору про встановлення земельного сервітуту;
припинення права постійного користування земельною ділянкою";

#### Питання викупу земельних ділянок Фермерським господарством
Так, Законом України «Про внесення змін до деяких законодавчих актів України щодо умов обігу земель сільськогосподарського призначення» від 31.03.2020, який набирає чинності з 01.07.2021, встановлені наступні умови викупу:
- без проведення земельних торгів;
- з правом розстрочки платежу на 10 років (у такому випадку право власності на земельну ділянку переходить одразу після здійснення першого платежу);
- за ціною, що дорівнює НГО такої земельної ділянки.

Разом з цим продовжуватиме діяти положення п.4 ст. 13 ЗУ «Про фермерське господарство», яким встановлені наступні умови викупу земельної ділянки отриманої у постійне користування: придбати можна лише до 100 га земель сг призначення серед яких можуть бути лише 50 га ріллі; може надаватись розстрочка платежу до 20 років.
Тому до кінця не зрозуміло, чи застосовуватимуться обмеження в 50 га ріллі при придбанні ФГ земельних ділянок, та розстрочку можна брати на 10 років чи на 20. Можливо згодом будуть внесені зміни до ЗУ «Про фермерське господарство» якими будуть усунені зазначені прогалини.